# Vympel R-23
R-23 (NATO-beteckning: AA-7 Apex) var en sovjetisk jaktrobot utvecklad för jaktflygplanet MiG-23. Den fanns med både semiaktiv radar och Infraröd målsökare.

## Utveckling
I mitten på 1960-talet började designbyrån Vympel att projektera en jaktrobot för det nya jaktplanet MiG-23. Roboten skulle ha lång räckvidd och kraftig sprängladdning för att användas mot bombflygplan och kompletteras med andra, lättare jaktrobotar för användning mot mindre mål. Därför utgick man från den äldre Bisnovat R-4 men gjorde den nya roboten betydligt mindre (ungefär halva vikten) för att kunna bäras av ett mindre flygplan än Tupolev Tu-128 som R-4 var konstruerat för.
Den ursprungliga tanken var att konstruera en robot med både infraröd- och radarmålsökare, men det visade sig vara ogenomförbart och man byggdes i stället två olika versioner av roboten med olika målsökare. Det fick till följd att den IR-sökande versionen fick sin praktiska räckvidd begränsad av sökarens känslighet.
1975 inleddes utvecklingen av en modernare variant med längre räckvidd, kraftigare sprängladdning, snabbare styrsystem och kraftigt minskad minimiräckvidd från 1500 meter till 500 meter. Den moderniserade roboten fick beteckningen R-24 och kunde bäras av MiG-23ML och MiG-23MLK (NATO-beteckning Flogger-G och Flogger-K) som hade den nya eldledningsradarn RP-23 Safir.

## Versioner
- R-23T jaktrobot med infraröd målsökare.
- R-23R jaktrobot med semiaktiv radarmålsökare.
- R-24T förbättrad version med känsligare IR-målsökare.
- R-24R förbättrad version med längre räckvidd och möjlighet att mållåsa efter avfyring.